# Shushensky (huyện)
Huyện Shushensky (tiếng Nga: ? райо́н) là một huyện hành chính tự quản (raion), của Vùng Krasnoyarsk, Nga. Huyện có diện tích 9395 kilômét vuông, dân số thời điểm ngày 1 tháng 1 năm 2000 là 39000 người. Trung tâm của huyện đóng ở Shushenskoye.